# Ellen Hinsey
Ellen Hinsey (geboren 1960 in Boston) ist eine US-amerikanische Schriftstellerin.

## Leben
Ellen Hinsey studierte Literatur an der Tufts University und an der Universität Paris VII. Seit Mitte der 1970er Jahre lebt sie in Paris, wo sie zunächst an der Ecole Polytechnique unterrichtete und später in den Kursen des Skidmore College in Paris. 
Hinseys erster Gedichtband Cities of Memory wurde 1996 veröffentlicht und mit dem Yale University Series Award ausgezeichnet. Hinseys Lyrik speist sich aus dem Dialog mit Philosophie und Geschichte. In dem Band schreibt sie über Sigmund Freuds Emigration aus Wien, den Bau der Berliner Mauer und das Exil der russischen Schriftstellerin Marina Zwetajewa. Nach dem zweiten Band The White Fire of Time, der 2002 erschien, recherchierte sie in Den Haag am Internationalen Strafgerichtshof für das ehemalige Jugoslawien und gab 2009 Update on the Descent heraus. Artikel, die sie zur politischen und gesellschaftlichen Situation in Mittel- und Osteuropa 2012 und 2013 für das Magazin New England Review schrieb und dafür unter anderem Václav Havel, Agnes Heller und Lilija Schewzowa interviewte, kamen 2017 in einem Sammelband heraus.
Hinsey übersetzte Gedichte von Tomas Venclova ins Englische und gab 2008 einen Band heraus. 2016 erschienen seine in einem Gespräch mit ihr aufgezeichneten Erinnerungen.
Hinsey war 2015 Gast des Berliner Künstlerprogramms des DAAD.

## Werke (Auswahl)
- Mastering the Past: Contemporary Central and Eastern Europe and the Rise of Illiberalism.  Telos Press, 2017
- Magnetic North: Conversations with Tomas Venclova. 2016 
  - Der magnetische Norden. Gespräche mit Ellen Hinsey. Erinnerungen. Suhrkamp, Berlin 2017. ISBN 978-3518-42633-3
- Der magnetische Norden. Tomas Venclova erinnert sich an Czesław Miłosz, Joseph Brodsky und Anna Achmatowa. Aus dem Englischen und mit einer Nachbemerkung von Claudia Sinnig. In: Schreibheft, Heft 81, 2013, S. 53–96
- Update on the Descent. Northumberland: Bloodaxe Books, 2009
  - Des Menschen Element. Übersetzung Uta Gosmann. Berlin : Matthes & Seitz, 2017 ISBN 978-3-95757-389-6
- The White Fire of Time. Middletown : Wesleyan University Press, 2002
- Cities of Memory. New Haven : Yale University Press, 1996

Übersetzungen
- (Hrsg.): The Junction: Selected Poems of Tomas Venclova. Bloodaxe Books, 2009
- Zhu Xiao-Mei: The Secret Piano: From Mao's Labor Camps to Bach's Goldberg Variations. Übersetzung Ellen Hinsey. AmazonCrossing, 2012
- Hélène Grimaud: Wild Harmonies. Übersetzung Ellen Hinsey. Riverhead Press, 2006